# Nhandu chromatus
Nhandu chromatus je brazilska talna vrsta ptičjega pajka. Je eden od večjih ptičjih pajkov z razponom nog do 17 cm. Njegova značilnost so belkaste črte na nogah, krem do sivo telo in rdečkaste ščetine na zadku. Primerki obeh spolov se do odrasle faze ne razlikujejo, po zadnji levitvi pred odrastlo fazo pa se pokažejo znaki spolnega dimorfizma v razlikah v velikosti, dolžini nog in barvi telesa. Samci imajo na koncih pedipalp emboluse in tibialne kavlje na nogah.
Njihov naravni življenjski prostor so tropski gozdovi in savane Brazilije in Paragvaja, kjer si skopljejo talne rove ali uporabijo zapuščene brloge drugih živali.
Druga imena: Brazilian red and white tarantula (brazilski rdeče-beli ptičji pajek), White Striped Bird Eater (belo-črtasti ptičežerec).

## Gojenje
Nhandu chromatus je med ljubitelji ptičjih pajkov precej priljubljena vrsta, saj je sorazmerno mirna in se brani le z odmetavanjem alergenih ščetin, ki pa so dokaj nevarne. Zaradi tega ni najbolj primerna vrsta za začetnike. Goji se v terariju v vlažnem in toplem okolju pri 22-28 °C. Zaradi kanibalizma je možno gojiti le eno žival v terariju. Hranimo jih s ščurki, odrasle pa tudi z mišmi. Kot vse druge vrste ptičjih pajkov tudi ti zahtevajo živ plen.